# Frundsbergerhöhe
Frundsbergerhöhe ist ein Ortsteil der Gemeinde Straßlach-Dingharting im oberbayerischen Landkreis München.

## Geographie und Geschichte
Die in der zweiten Hälfte des 20. Jahrhunderts entstandene Siedlung liegt an der Nordgrenze der Gemeinde und ist im Süden baulich mit Straßlach verbunden. Im Norden und Westen ist sie von Wald umgeben. Östlich führt die Staatsstraße 2072 vorbei.